# Провокаторы (фильм)
«Провокаторы» — документальная кинотрилогия, снятая журналистом Аркадием Мамонтовым в 2012 году. Первая часть трилогии была показана 24 апреля 2012 года на телеканале «Россия-1». 11 сентября того же года тем же каналом был показан фильм «Провокаторы 2», а 16 октября на том же канале была показана третья и заключительная часть документального проекта, «Провокаторы 3». Фильм подвергся критике за необъективность и подтасовку фактов.

## Описание
В апреле 2012 года по каналу «Россия-1» был показан фильм «Провокаторы», посвящённый группе Pussy Riot. В этом фильме Мамонтов выражает мнение, что акции Pussy Riot были тщательно спланированными и их целью было оскорбление чувств верующих и дестабилизация общества. Приводятся параллели акции Pussy Riot в Храме Христа Спасителя с письмом Бориса Березовского Патриарху Кириллу. В фильм вошли также фрагменты интервью с главой российского отделения Amnesty International Сергеем Никитиным, который объяснил, почему девушки были признаны узниками совести, которого господин Мамонтов заочно обвинил во лжи. Поддержку Pussy Riot со стороны ряда общественных деятелей, в частности, оппозиционера Алексея Навального, автор фильма объяснил тем, что он действует под влиянием и с финансовой помощью Бориса Березовского и Станислава Белковского.
В сентябре того же года, по каналу «Россия-1» был показан фильм «Провокаторы 2», посвящённый приговору группе Pussy Riot и последствиям. При этом Мамонтов назвал фильм «ударом по либералам». В фильме он утверждал, что акция была заранее спланирована и организована против церкви, против общества и России в целом и что к этой акции прямо или косвенно причастен Борис Березовский. Одним из доказательств были объявлены слова руководителя общественной организации «Преображение» некого Алексея Вишняка. Кроме того, в фильме он связал приезд Мадонны с концертом в Россию с попыткой воздействовать на приговор девушкам. Её он также назвал провокаторшей и скандалисткой.
В октябре того же года в эфир телеканала «Россия-1» вышел фильм «Провокаторы 3», посвящённый тем, «кто и как хотел заработать на богомерзкой акции в храме». По версии автора, за шумихой вокруг акции и процесса стояли Пётр Верзилов и адвокаты участниц панк-группы. В ходе программы были показаны записи поездок Верзилова в США и его выступления в правозащитных организациях и интервью западным СМИ. Далее Мамонтов переключился на адвокатов Pussy Riot, которые по его мнению «очень своеобразно» защищали девушек, пытаясь придать делу политизированность и скандальность. В качестве экспертов в программе выступили адвокаты потерпевших — Лев Лялин и Алексей Таратухин.

## Критика
По мнению Елизаветы Сургановой из Ленты.ру, фильм был снят крайне необъективно, и вообще объективное освещение данных событий Мамонтова практически не интересует, вместо этого девушки сравниваются с дьяволом, одни факты осторожно убираются из поля зрения, зато на других делается особенный акцент. Так, акция Pussy Riot авторами фильма не считается политической, а трактуется как направленная исключительно на оскорбление чувств верующих. При этом тезис о заговоре, в который якобы вовлечена группа, развивает известный своими конспирологическими теориями публицист Николай Стариков. В развернувшейся после фильма дискуссии не нашлось никого, кто бы смотрел на ситуацию спокойно и объективно. Впрочем, делает вывод журналист «Ленты», репутация идеологически ангажированного автора у Мамонтова уже давно. А главная цель его фильма: государство по-прежнему готово мириться со многим, включая коррупцию на государственном уровне, низкий социальный уровень жизни граждан и попрание законов, но не готово терпеть критику в свой адрес, если она ломает идеологические конструкции, которые государство, в том числе с помощью церкви, возвело для защиты «стабильности». А значит, на снисхождение со стороны государства девушки, арестованные за акцию в храме Христа Спасителя, могут не рассчитывать.
Вторая часть фильма стала более обсуждаема, чем первая. 13 сентября 2012 года Леонид Гозман в программе «Поединок» вызвал Мамонтова на теледуэль, где подверг критике его фильм, обвинив Мамонтова в подделке показанных в нём доказательств. Кроме того, он сообщил, что главный свидетель Мамонтова, Вишняк в прошлом был судим за убийство своих родителей и признан невменяемым. Несмотря на напряжённый ход обсуждения, программа закончилась спокойно, и Гозман с Мамонтовым даже пожали в конце друг другу руки. Победителем в конце программы, по итогам голосования телезрителей, был признан А. Мамонтов.
Андрей Кураев также раскритиковал фильм, в ответ на это Мамонтов обвинил его в предвзятости. На это протодиакон ответил:

«Кто-то из двух лжёт: или государственный телеканал «Россия-1» устами Мамонтова, или президент Владимир Путин. Путин высказывается всё время о том, что у России нет врагов, только партнёры в разных частях света, о том, что мы интегрируемся в общую глобальную семью. А государственный телеканал совершенно в духе хрущёвских или брежневских времён проводит идеологию осаждённой крепости: кругом враги, шпионы и так далее. Мало того, такие фильмы не дают утихнуть этому скандалу»
По мнению Елизаветы Сургановой из Ленты.ру, Аркадий Мамонтов перестал быть рупором российской власти, а стал проводником идей наиболее реакционной части российского общества.
После выхода фильма «Провокаторы 3» создатели документального проекта «Срок» через «Живой Журнал» обвинили Мамонтова в грубом нарушении профессиональных и этических норм, выразившемся в использовании материалов «Срока», их вольном перемонтаже, изменяющем смысл, а также использовании материалов проекта в количестве, превышающем допустимое при цитировании. При использовании кадров из проекта «Срок» на верхней границе телеэкрана был использован титр. Он был малозаметен. Разрешения на использование этих кадров Мамонтов не получал. Создатели проекта начали консультации с адвокатами по поводу подачи судебного иска за незаконное использование их материала.
Специальный корреспондент издательского дома «Коммерсантъ» Арина Бородина отметила, что сейчас стартовал новый этап в отношениях между телевидением и властью, и не удивилась бы появлению уголовных дел против Петра Верзилова и сторонников внесистемной оппозиции. По заявлению Бородиной, рейтинг данного фильма был гораздо ниже, чем при предыдущих показах. Жанна Ульянова из Газеты.ру отметила высказывание Иосифа Пригожина, принявшего участие в обсуждении фильма Мамонтова: «У проекта есть продюсер — это Пётр Верзилов, главный провокатор. Гражданин Канады, блестяще владеет английским языком… Чувствую печенью, он этакий режиссёр-революционер», а также обвинение английского андерграундного художника Бэнкси в спонсировании провокаций в России посредством направления 90 тысяч фунтов стерлингов в адрес арт-группы «Война».

## Награды
- За создание цикла фильмов «Провокаторы» и дальнейшее их обсуждение в прямом эфире Аркадий Мамонтов попал в список номинантов в категории «Тролль года» в голосовании, проводимом на сайте Colta.ru[17].
- В 2012 году цикл фильмов о Pussy Riot по версии «Клуба телепрессы» стал антисобытием года с формулировкой «За пропагандистское рвение с использованием дезинформации, подтасовки фактов и разжигание нетерпимости к инакомыслию»[18].